# Högtalare

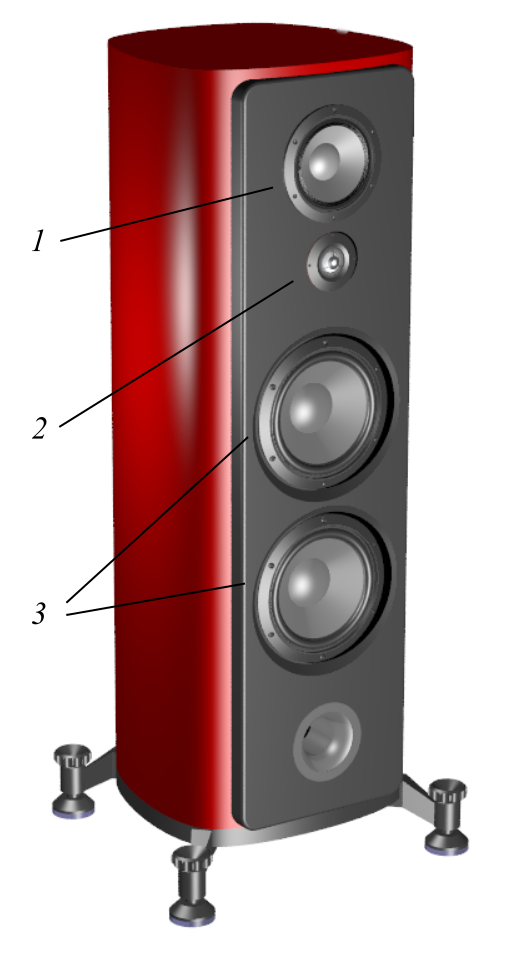
Elektrodynamisk högtalare med tre typer av högtalarelement
1. Element för mellanregister
2. Element för diskantregister
3. Element för basregister

En högtalare  omvandlar elektrisk energi till ljud (akustisk energi) och används till exempel i radio- och tv-apparater, PA-anläggningar, konsertsalar, biografer, kyrkor, konferenslokaler, flygplatser och i ljudanläggningar för hemmabruk.
Åtskillnad görs vanligen mellan högtalarelement, som är den omvandlande enheten och högtalaren, som består av ett eller flera högtalarelement, oftast kopplade via ett delningsfilter och oftast monterade i en låda eller på en baffel. Dock kan högtalare även referera till elementet. I en  aktiv högtalare är även förstärkaren (slutsteget) inbyggd. En högtalare i studiomiljö kallas ofta monitor.

## Olika typer av högtalarelement

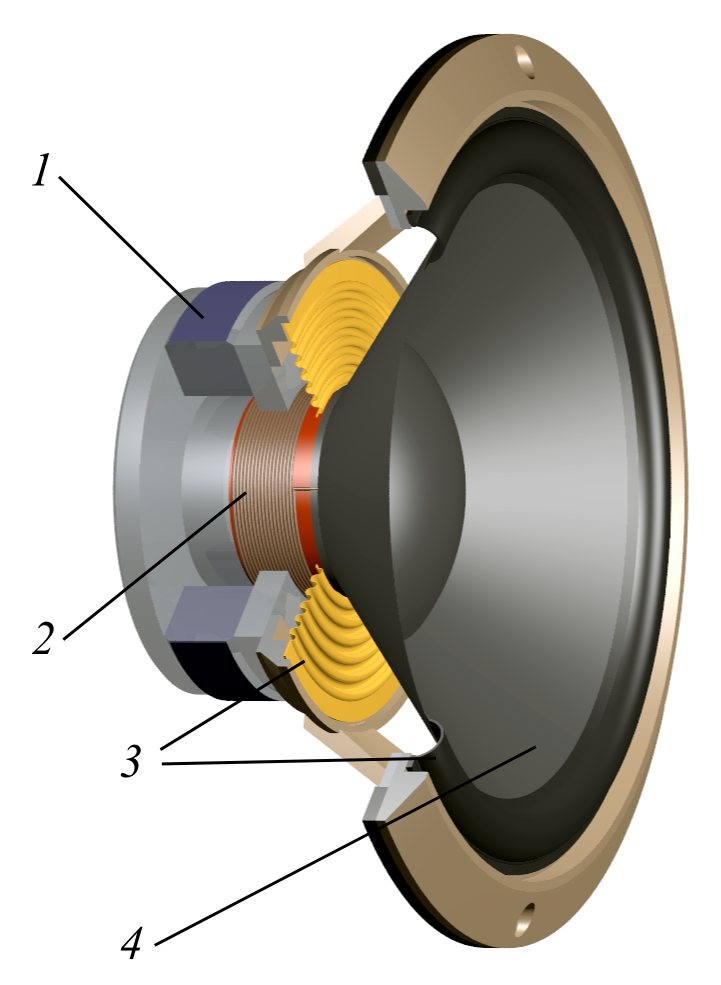
Sprängskiss av ett elektrodynamiskt högtalarelement för basregistret.
1. Magnet
2. Talspole
3. Upphängning
4. Membran

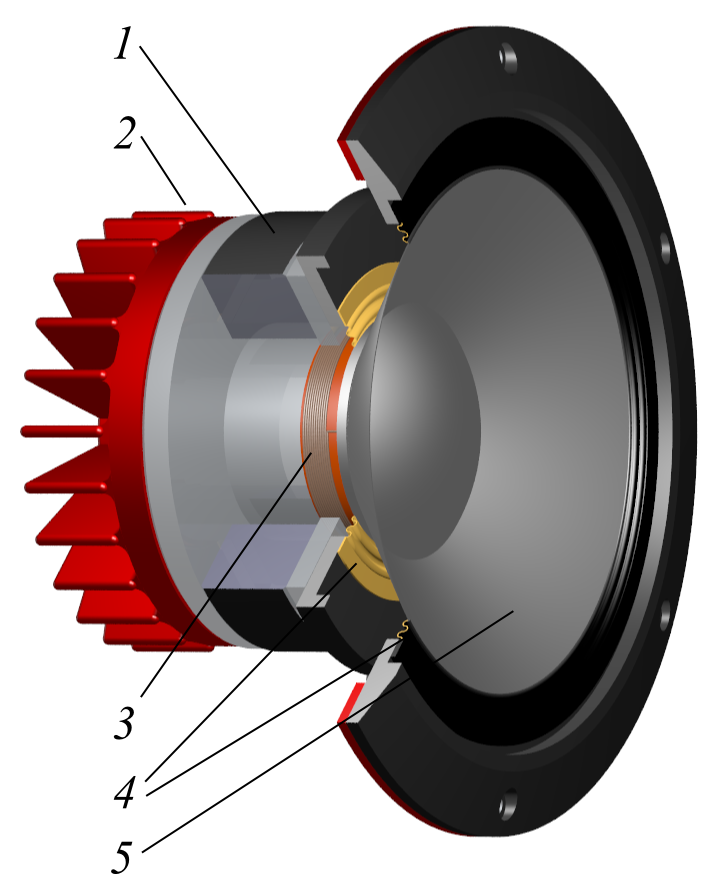
Sprängskiss av ett elektrodynamiskt högtalarelement för mellanregistret
1. Magnet
2. Kylare (ibland förekommande)
3. Talspole
4. Upphängning
5. Membran

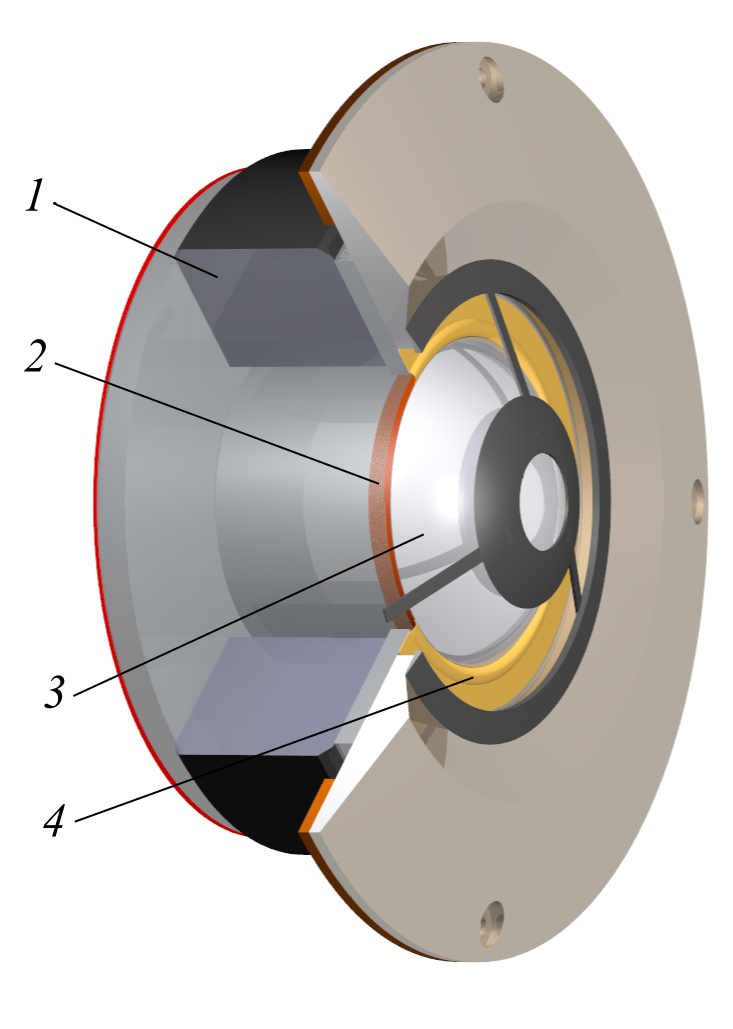
Sprängskiss av ett elektrodynamiskt diskantelement med spridningslins och kupolformat membran.
1. Magnet
2. Talspole
3. Membran (kalott)
4. Upphängning

### Elektrodynamiska högtalarelement
Vanligast är elektrodynamiska högtalarelement där en spole (talspolen) fäst vid ett membran rör sig i ett koncentrerat magnetfält. En ström genom spolen orsakar en mekanisk kraft som flyttar membranet/spolen proportionellt mot strömstyrkan och skapar en ljudvåg. Högtalarelement av denna typ kan vara utformade för att återge hela frekvensområdet, eller vara specialiserade för bas- mellan- eller diskantregistret. Elektrodynamiska element är enkla, robusta och effekttåliga.

#### Basregister
Bashögtalarelement har ett stort och styvt, oftast konformat membran, upp till 18" (45 cm) i diameter, med stor slaglängd (ibland flera cm) och ett stort och tungt magnetsystem (ofta flera kilo). Baselementet arbetar främst mellan cirka 20 Hz upp till cirka 600 Hz för de större elementen, cirka 40-1 200 Hz för de mindre, där ljudvåglängden är större än membrandiametern och membranet därför fungerar som en kolv som pumpar den omgivande luften fram och tillbaka. Vid högre frekvenser svänger membranet i otakt (partialsvängningar) med ökad distorsion som följd. Ett bra baselement har ett kraftigt magnetsystem med långt luftgap och ett styvt membran, tidigare gjort av pappersmassa men numera ofta av någon typ av laminat, plast eller lättmetallslegering.

#### Mellanregister
Mellanregisterelement har mindre membran, i form av en kon eller en kupol (dom), 6–12 cm i diameter och de arbetar upp till cirka 4 000 Hz. Elementen måste ha hög magnetisk flödestäthet i luftspalten för att kunna återge transienter med låg distorsion.

#### Diskant
Diskantelementen har numera oftast ett litet kupolformat membran av metall, metalliserad plast eller väv. Elementen arbetar i ett frekvensområde där ljudvåglängden är mindre än membranet, vilket medför att ljudvågorna koncentreras i membranaxelns riktning, snävare med ökande frekvens. För att minimera denna oönskade variation av ljudspridningen, görs membranet litet. Ibland monteras en akustisk spridningslins framför elementet.

#### Bredband
Bredbandselement kan antingen återge större delen av frekvensområdet med ett enda membran - ett enkelt eller två koaxiala membran fästa vid samma talspole - eller bestå av två eller tre sammanbyggda högtalarelement, så kallade koaxialhögtalare.

### Elektrostatiska
Elektrostatiska högtalarelement består av ett tunt membran, rörligt upphängt i ett starkt elektrostatiskt fält, som när en spänning påförs, kommer att inta det läge som svarar mot dess spänningspotential i fältet - det vill säga det rör sig som en funktion av inspänningen. Principen har använts för bredbandselement i form av tunna paneler (ibland kompletterat med elektrodynamiska element för den djupaste basen) men är vanligast som diskantelement. Fördelen är att membranet kan göras extremt lätt (behöver ingen egen styvhet eftersom det påverkas likformigt över hela ytan) och får därför liten mekanisk tröghet och därmed låg distorsion och bra transientegenskaper. Nackdelar är den komplicerade konstruktionen med spänningsmatning och impedansomvandling (en transformator som omvandlar den låga spänningen från förstärkaren (<50 volt) till de stora spänningssving som krävs för att driva membranet (ett par tusen volt), samt att ytan måste vara mycket stor för att återge låga toner (elementet måste vara sin egen baffel: se nedan)

### Magnetostatiska
Magnetostatiska högtalarelement fungerar på liknande sätt som den elektrostatiska, men membranet är upphängt i ett magnetfält istället för ett elektriskt fält. Vanligast är att membranet består av en tunn plastfilm med en metallfolie, där etsade slingor fungerar som talspole, mellan två perforerade metallplattor. Som diskantelement finns även versioner med ett metallband i en magnetspalt. Finns både som bredbandselement (kvadratmeterstora paneler) men oftare som diskantelement kompletterat med elektrodynamiska element för övriga register. Fördelen är även här ett lätt membran med liten tröghet - nackdelarna är en tung och dyr konstruktion och mycket låg verkningsgrad.

Hornhögtalarelement

### Horn
Hornhögtalarelement möjliggör höga ljudnivåer och höga verkningsgrader. Hornet ökar membranets belastning (det mottryck membranet känner) och minskar membranets amplitud för en given ineffekt, vilket leder till förbättrade transientegenskaper. Nettoresultatet blir att membranet överför betydligt mer energi än om hornet inte funnits. När ljudvågen propagerar genom hornet ökar ljudfrontens area vilket leder till trycksänkningar och ökande lufthastigheter och därmed förbättrad anpassning till den omgivande luften.  Denna anpassning, en ökning av den akustiska impedans som membranet känner,  ger förutom högre verkningsgrad, en förbättrad dynamik (större följsamhet mot insignalen vid höga ljudnivåer). Hornets längd bestämmer dess undre frekvensgräns.

### Piezoelektriska
Piezoelektriska högtalarelement har använts till diskantelement och bygger på att piezoelektriska kristallmaterial ändrar form när de leder en elektrisk ström. Kristallen är kopplad till ett membran och sitter normalt i ett horn för att förbättra verkningsgraden. Den piezoelektriska högtalaren har två nischer, dels att skapa ultraljud och dels för högtalare som bara används för att avge indikatorljud och alarm. Då är enkel konstruktion och hög ljudstyrka viktig medan det är ointressant att ljudet också blir distorterat. Det piezoelektriska kristallmaterialet kan också användas i en mikrofon, och i billiga ekolod är det vanligt att ett och samma element används för att avge pingen och för att lyssna på ekot.

### Jonhögtalare
Joniserande högtalarelement är ovanliga och bygger på att luft som värms upp av elektriska urladdningar utvidgar sig (i likhet med vad som sker vid ett blixtnedslag). Ett sådant högtalarelement består av en jonisationskammare där signalen från förstärkaren styr urladdningen. Kammaren är ofta kopplad till en tratt för att öka verkningsgraden. Fördelen är att tröghetsmotstånd saknas nästan helt – nackdelen är att konstruktionen är komplicerad. Joniserande högtalarelement har hittills bara använts för diskantåtergivning.

## Delningsfilter

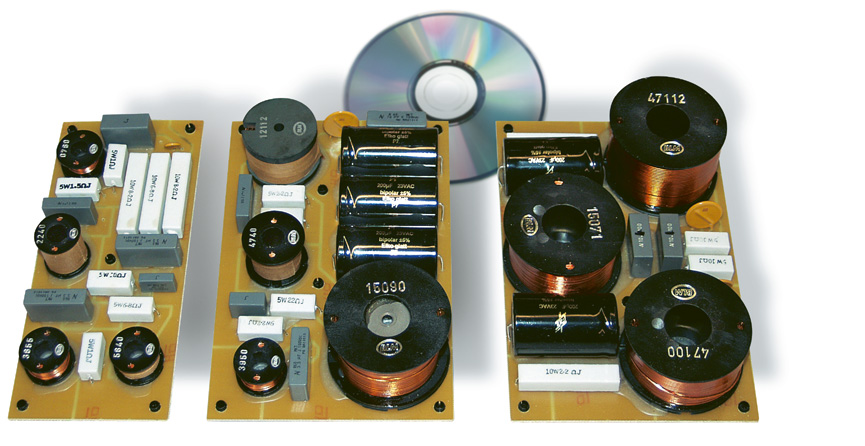
Tre delningsfilter

För att olika element skall kunna samverka kopplas de normalt till ett delningsfilter vilket ser till att varje element endast arbetar inom det frekvensområde för vilket det är konstruerat samt anpassar elementen till varandra. Delningsfilter är uppbyggda av spolar, kondensatorer och resistorer och innehåller en lågpasskrets som filtrerar bort höga frekvenser, en högpasskrets som filtrerar bort låga frekvenser och ibland även en bandpasskrets som endast släpper igenom mellanregistret.

## Högtalarlådor

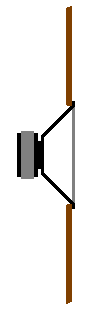
Baffel

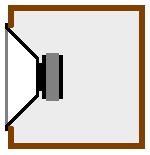
Sluten

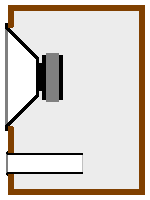
Basreflex

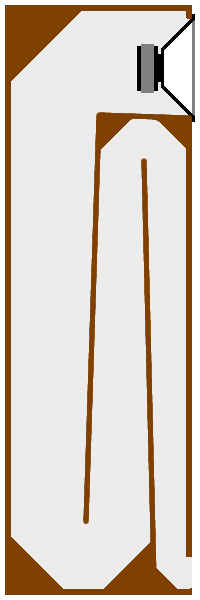
Ljudledning

När membranet eller konen rör sig framåt blir lufttrycket framför konen högre och bakom konen lägre (ljudvågorna från membranets fram- och baksida befinner sig i motfas). Är ljudvåglängden större än membranets diameter utjämnas tryckskillnaden runt kanten på elementet - så kallad akustiskt kortslutning. Det innebär att låga frekvenser inte kan återges om inte luften på elementets fram- och baksida isoleras från varandra.
En baffel är en skiva stor nog att förhindra akustisk kortslutning vid de frekvenser som elementet skall återge. I diskantområdet är elementets egen storlek tillräcklig. I mellanregistret krävs par kvadratdecimeters baffelyta utöver elementets egen storlek. För återgivning av låga bastoner är den yta som krävs flera kvadratmeter och följaktligen opraktisk i de flesta sammanhang. Panelhögtalare (elektrostater och magnetostater) måste därför vara mycket stora för att återge basregistret.
Högtalarlådor är vanligast och flera typer av lådor förekommer:
- I en sluten låda (acoustic suspension) dämpas ljudstrålningen från elementets baksida med dämpmaterial som kan fylla en större del av lådan. Den slutna lådan ger små dimensioner, förhållandevis djup bas och hög effekttålighet men låg verkningsgrad - som bäst någon tiondels procent.
- Basreflexlådan har en noga avstämd öppning (basreflexport eller -tunnel) där ljudtrycket från membranets baksida kan samverka i fas med ljudet från membranets framsida och därigenom öka verkningsgraden i basregistret. Basreflexlådan blir större än den slutna lådan för samma lägsta frekvens, men har högre verkningsgrad och bättre dynamik (liten kompression av ljudet vid höga nivåer). Varianter är akustisk resistans (dämpmaterial för att sänka lufthastigheten i tunneln), olika typer av venturiportar (aerodynamiskt utformade tunnlar för att minska blåsljudseffekter) eller slavbas (ett tungt passivt membran i porten).
- Hornsystem är konstruktioner där ljudtrycket från membranets framsida och/eller baksida, kopplas till luften via ett horn (en tratt) som kan ha parabolisk eller exponentiell form. Byggs numera för det lägsta registret som veckade horn - det vill säga, hornet byggs av vinklade mellanväggar inom en fyrkantig högtalarlådas ytterväggar.
- Ljudledningshögtalare (transmission line, halvvågs- eller kvartsvågspipa) är i praktiken veckade rör där ljudet från membranets baksida leds genom en lång tunnel som utjämnar fasskillnaden mellan högtalarelementets framsida och tunnelns öppning för en viss avstämningsfrekvens. Tunneln är normalt, i likhet med många bashorn, innesluten i ett fyrkantigt hölje och kan vara tom eller fylld med dämpmaterial. Ljudledaren kännetecknas av en ren och djup basåtergivning.
- Pelarhögtalare består av flera likadana element i linje, vertikalt monterade i en smal låda, vilket gör det möjligt att styra ljudutbredningen - mycket användbart för PA-ljud, i konferenslokaler, konsertsalar, kyrkor, idrottsanläggningar med mera.

### Dämpning
Dämpmaterial i högtalarlådor används främst för två syften, dels för att dämpa stående vågor i lådan (minska Q-värden vid resonanser), dels bidra till adiabatisk kompression och expansion, det vill säga att emulera en större låda, vilket är möjligt då kompression och expansion kan ske med nästan konstant lufttemperatur i dämpmaterialet.

## Effektivitet och känslighet
Högtalares effektivitet definieras som ljudeffekten dividerad med den elektriska ineffekten. De flesta högtalare är ineffektiva omvandlare; endast omkring 1 % av den elektriska energin från förstärkaren till en typisk hemhögtalare omvandlas till akustisk energi. Återstoden omvandlas till värme, mestadels i talspolen och magnetenheten. Den främsta orsaken till detta är att det är svårt att uppnå korrekt impedansanpassning mellan den akustiska impedansen hos drivenheten och den omgivande luften. Effektiviteten i högtalarelementet varierar också med frekvensen. Till exempel minskar ljudeffekten från ett bashögtalarelement med frekvensen på grund av den allt sämre matchningen mellan omgivande luft och element.
Gradering av högtalarelement baserade på SPL (Sound Pressure Level, ljudtrycksnivå) för en given ineffekt kallas elementets känslighet och är teoretiskt lika med effektivitet. Känsligheten brukar definieras som antalet decibel för 1 W elektrisk ineffekt, mätt vid 1 meters avstånd (med undantag för hörlurar), ofta för en enda frekvens. Spänningen som används är ofta 2,83 VRMS, vilket motsvarar 1 watt för en 8 Ω:s (nominell) högtalarimpedans (ungefär sant för många högtalarsystem). Mätningar som görs med denna referens anges som dB med 2,83 V @ 1 meter.
Ljudtrycket mäts vid (eller genom beräkning skalas för att motsvara en mätning vid) en meter från högtalaren och på högtalarens axel, under förutsättning att högtalaren strålar ut i ett oändligt stort utrymme och monteras på en oändlig baffel. Detta innebär att känsligheten inte korrelerar exakt med effektivitet, eftersom det beror både på elementet som testas och den akustiska miljön framför högtalaren. Exempelvis producerar ett horn mer ljud i den riktning det pekar, genom att koncentrera ljudvågor i denna riktning, alltså att "fokusera" dem. Ett horn förbättrar också impedansanpassningen mellan membran och luft och ger en högre akustisk effekt för en given ineffekt.
- Typiska hemhögtalare har känsligheter från cirka 85 till 95 dB för 1 W @ 1 m - verkningsgrader på 0,5 till 4 %.
- Mindre PA-högtalare och hornsystem för hemmabruk har känsligheter på kanske 95-102 dB för 1 W @ 1 m - verkningsgrader på 4-10 %.
- Högtalare för rockkonserter, PA-system för stadionanläggningar, för marina anrop etcetera, har generellt högre känsligheter från omkring 103 till 110 dB för 1 W @ 1 m - verkningsgrader på 10-20 %.

Ett element med en högre maximal effekt kan inte nödvändigtvis drivas till högre nivåer än ett lägre rankat, eftersom känslighet och effekthantering är i stort sett oberoende egenskaper.

## Historik
- År 1876 patenterar Alexander Graham Bell högtalare som en del av sin telefon.
- År 1877 skaffade tysken Ernst Siemens patent för den första högtalaren, den 14 december. Engelsmannen Oliver Lodge fick det andra patentet för en högtalare den 27 april 1898.
- Flera olika tyska och amerikanska patent mellan 1874 och 1900 ledde gradvis fram till den första fungerande högtalaren - en trumpetliknande tratt med en rörlig spole i ett magnetfält.
- 1925 presenterades det första elektrodynamiska högtalarelementet för placering på en baffel och samma år kom det veckade hornet. Den tidens förstärkare med ett rör i klass-A koppling hade små uteffekter - någon enstaka watt - och mycket hög verkningsgrad hos högtalaren krävdes.
- 1928 patenterades den första koaxialhögtalaren.
- 1929 patenterades principen för elektrostatiska högtalare.
- 1930 kom den första basreflexlådan och 1931-1933 utvecklades två- och trevägssystem för återgivning av ett större frekvensområde.
- 1933 demonstrerades för första gången ett stereosystem med två högtalare och kablar från ett närbeläget konserthus.
- 1935 patenterar Paul Voigt Voigthornet, en högtalarkonstruktion påminnande om en orgelpipa.
- 1940 patenterade Paul Klipsch ett horn för hörnplacering, där rummets väggar och golv utgjorde en förlängning av själva hornet och med dittills oöverträffad basåtergivning som främsta fördel.
- 1941 skapade Altec Lansing de stora tvåvägshorn som under namnet Voice of the Theatre kom att dominera biografljudet under lång tid framåt
- 1954 introducerades den slutna lådan. De tillgängliga förstärkarna hade nu sådan effekt att verkningsgrad kunde offras för att få mindre och mer lättplacerade högtalarlådor.
- 1970 utvecklades ljudledningsprincipen.

## Tekniska egenskaper
De senaste decenniernas utveckling av ljudanläggningar har inte inneburit några stora förändringar när det gäller högtalare och högtalarelement, utan för högtalarnas del främst handlat om gradvisa förbättringar av existerande konstruktionselement som lett till högre effekttålighet, utvidgade frekvensområden, bättre spridningsegenskaper med mera. Främst har utvecklingen omfattat komponenterna före högtalaren, såsom digitalisering av ljudkällor och förstärkare.

### Impedans
En högtalares impedans är svårbestämd och kan endast redovisas noggrant i grafisk form. Oftast anges någon typ av medelvärde (ibland kallat nominell impedans). Standardvärden för moderna högtalare är 4, 6 eller 8 ohm. Impedansen varierar över högtalarens frekvensområde - till exempel anger den engelska tillverkaren B&W 8 ohm som nominell impedans och 4,3 ohm som minimum för en av sina modeller.
Förstärkaren som används bör vara anpassad till högtalarimpedansen. För låg högtalarimpedans kan skada förstärkaren. En högtalare med för hög impedans kan inte utnyttja förstärkarens maximala uteffekt och stående vågor kan uppkomma. Konstruktionen av transistorförstärkare förenklas om belastningsimpedansen är något högre än förstärkarens inre impedans; därför väljs ofta 8 ohm i moderna anläggningar.

Impedansens variationer för en högtalare över dess frekvensområde